# Mořic Lobkowicz
Mořic Lobkowicz (3. května 1890 Dolní Beřkovice – 7. srpna 1944 Telč) byl příslušníkem dolnobeřkovické větve českého šlechtického rodu Lobkowiczů.

## Život

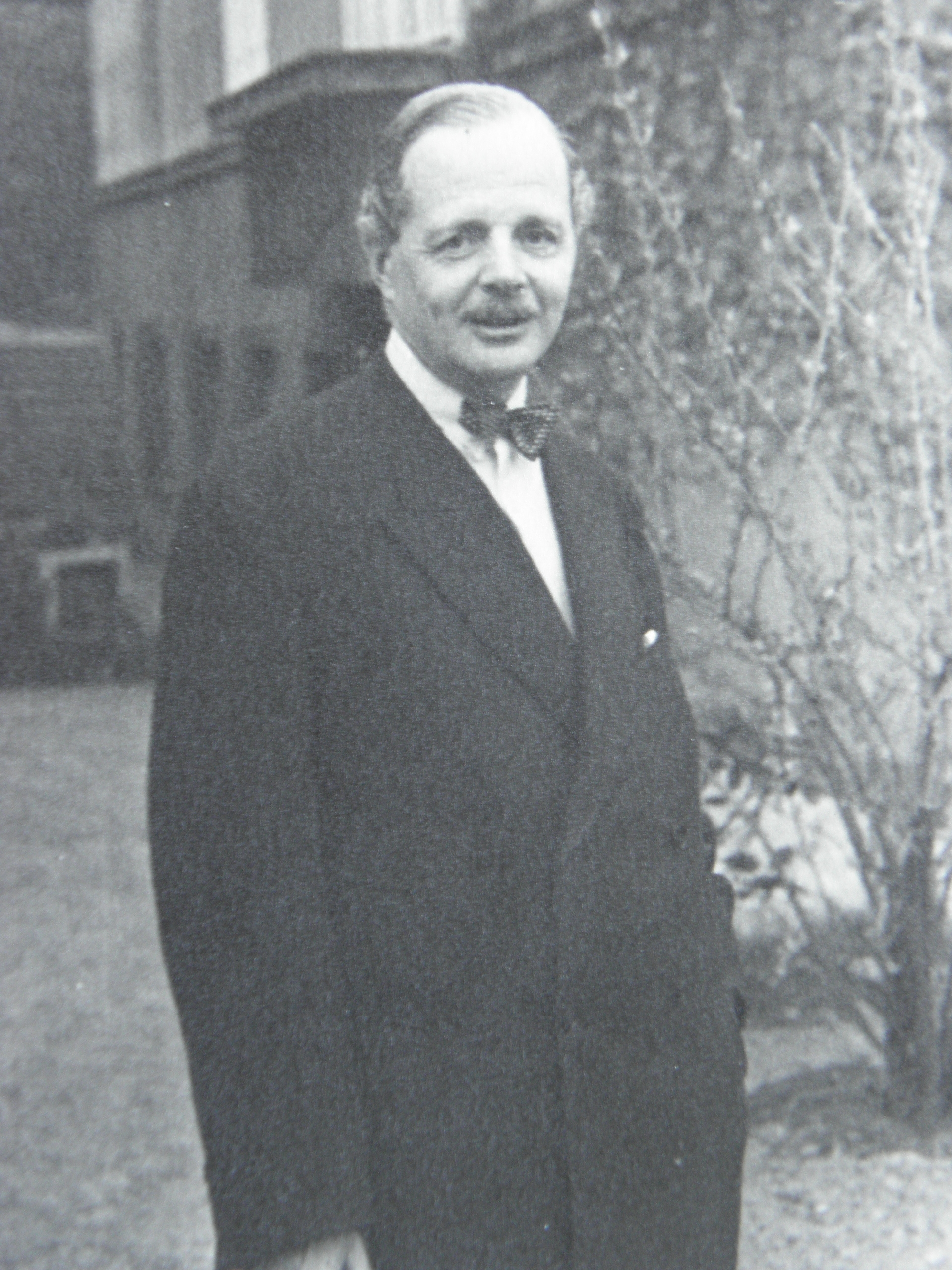
Mořic Lobkowicz před svým domem v ulici Švédská v Praze, cca 1940

### Rodina
Narodil se v Dolních Beřkovicích jako syn nejvyššího českého maršálka Ferdinanda z Lobkowicz (1850–1926) a jeho manželky Idy Podstatzky-Lichtensteinové (1865–1919). Oženil se 27. ledna 1917 v Dolních Beřkovicích s Giselou Silva-Tarouca (14. června 1887 Trmice – 21. února 1958 Praha), dcerou Arnošta Emanuela Silva-Tarouca, zakladatele Průhonického parku a vdovou po svém starším bratru Josefovi, který padl 25. října 1914 v Jaroslawi. Z tohoto manželství měl syny Josefa a Františka a dceru Idu, z prvního manželství své ženy měl také dceru svého zemřelého bratra Josefa. Pro svou rodinu v roce 1927 vystavěl dům v Praze na Hřebenkách, dům projektovali významní architekti Karl Kohn a Otto Kohn, kteří na Hřebenkách realizovali řadu dalších staveb. Architekti projekty podepisovali oběma jmény, není proto vždy jasné, kdo je autorem, vzhledem k charakteru stavby však pravděpodobně Karl Kohn. V období komunistické totality rodina o dům přišla, dnes je opět v držení potomků Mořice Lobkowicze.

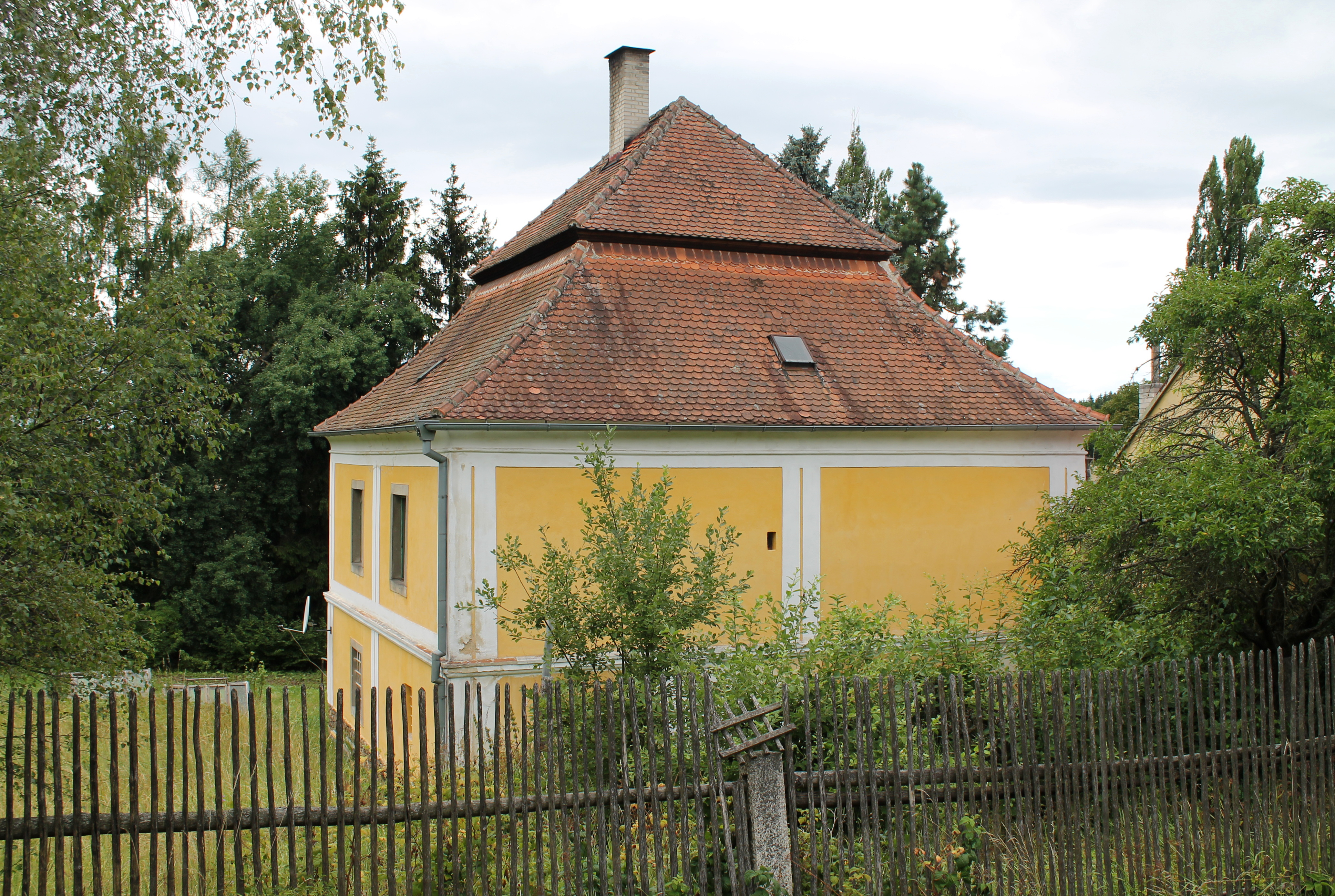
Myslivna na Rozsíčkách, kde pobýval Mořic před svou smrtí

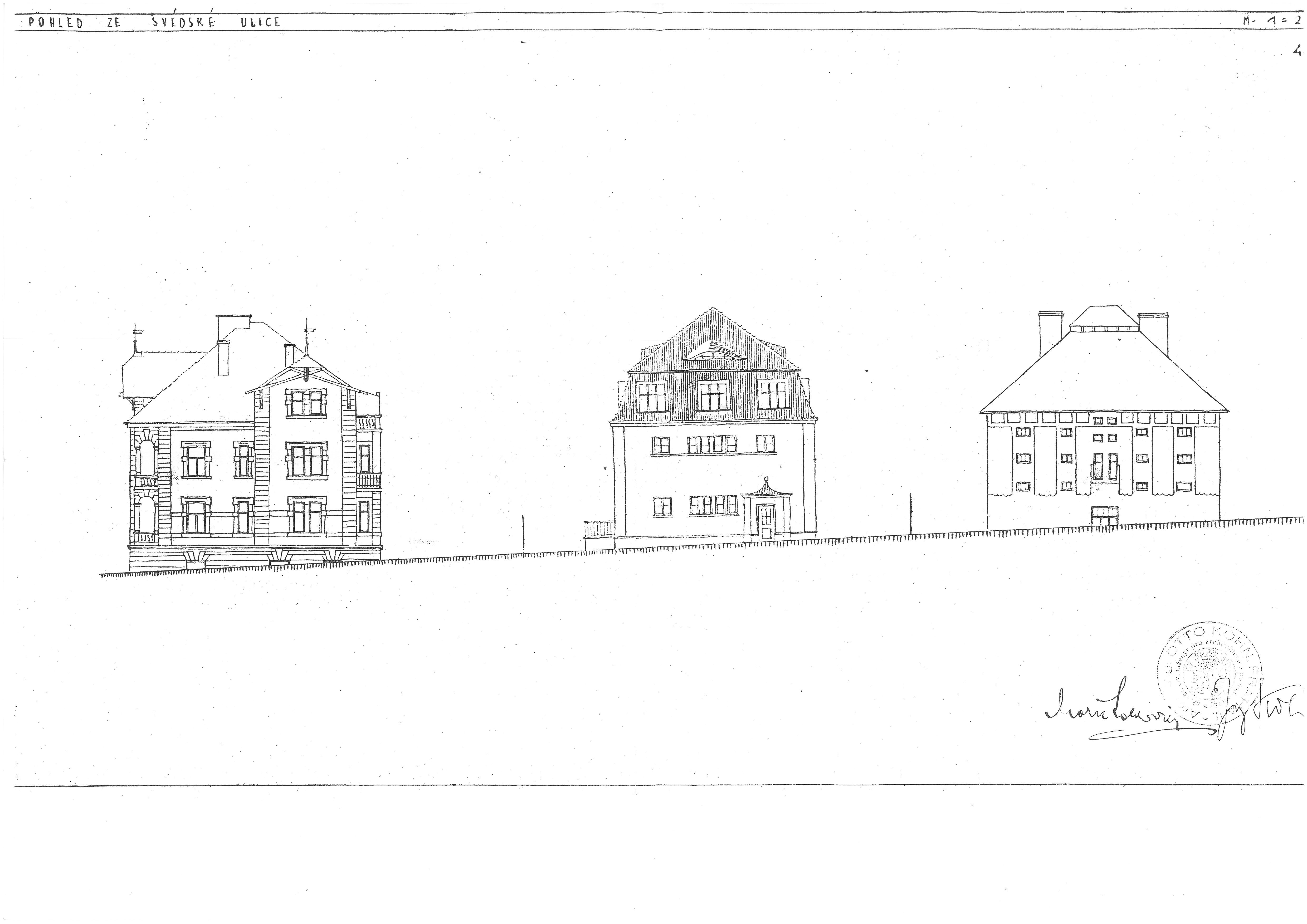
Projekt domu Mořice Lobkowicze na Hřebenkách, dům je uprostřed. Během stavby ještě doznal zásadních změn

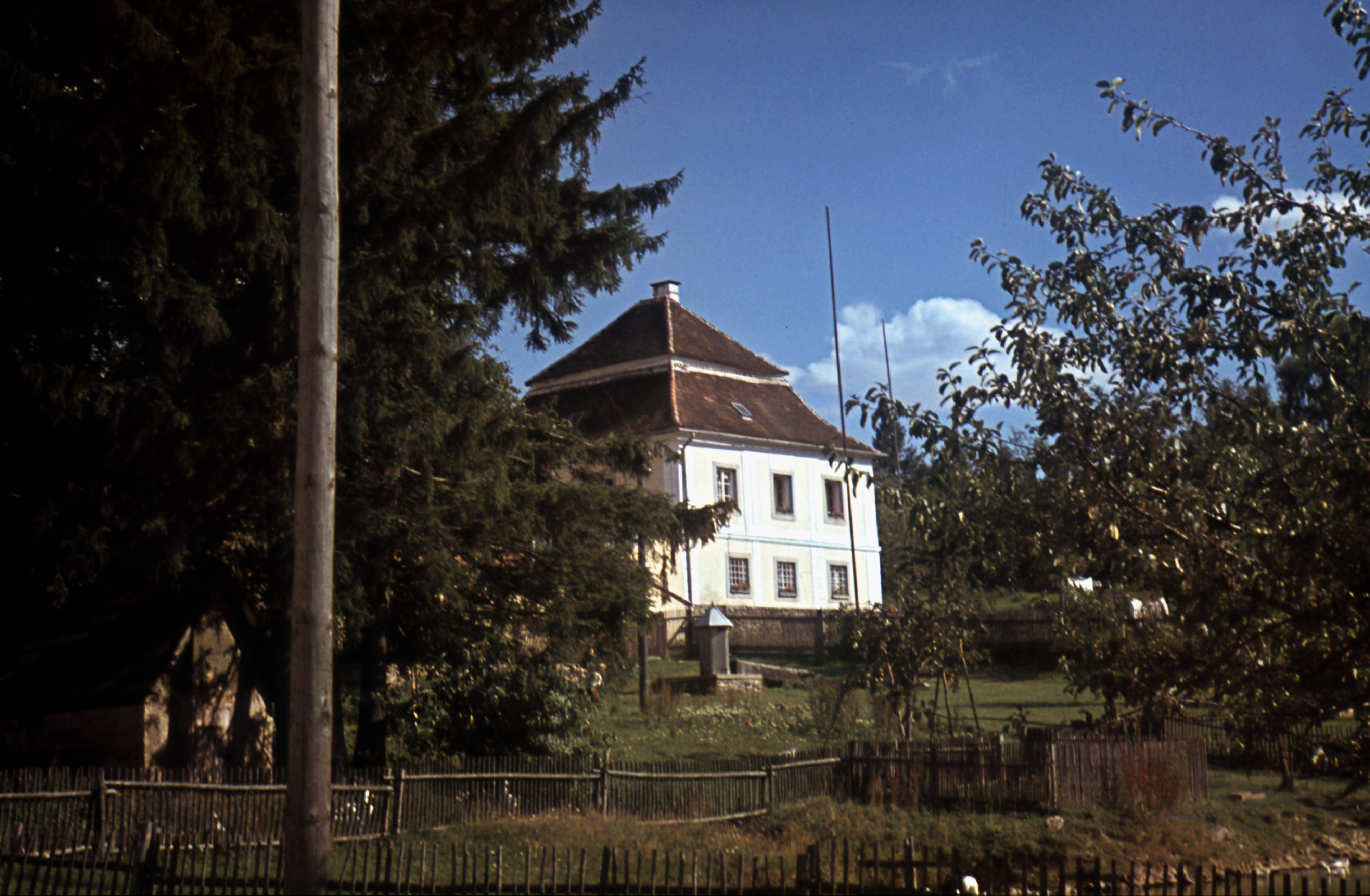
Myslivna na Rozsíčkách, kolem roku 1943, snímek pořízen Mořicem

Studoval práva a byl důstojníkem v první světové válce. Po jejím skončení pracoval ve správní radě pojišťovny Lloyd. Později se stal generálním ředitelem První české vzájemné pojišťovny v Praze. Také byl předsedou Rodopisné společnosti a předsedou Jockey clubu. V září 1939 byl signatářem Národnostního prohlášení české šlechty.

### Smrt
Mořic v 54 letech zemřel na následky zranění, které utrpěl při lovu. Před smrtí pobýval v barokní myslivně v obci Rozsíčky u Telče, vlastněné příbuznými z rodiny Podstatzký-Lichtenstein. Při lovu nešťastnou náhodou spadl z posedu, narazil hlavou o kámen a zraněním podlehl několik dní na to na zámku v Telči. Spolu se svou ženou Giselou je pohřben v rodinné hrobce v Cítově.